# Vanuatu aux Jeux olympiques
Le Vanuatu participe aux Jeux olympiques depuis 1988 et a envoyé des athlètes à chaque jeux depuis cette date. Le pays n'a jamais participé aux Jeux d'hiver. 
Le pays n'a jamais remporté de médaille.
Le Comité national olympique vanuatuan a été créé en 1987 et a été reconnu par le Comité international olympique (CIO) la même année.